# Tarviser Brekzie
Die Tarviser Brekzie ist eine geologische Formation, die im Perm des Südalpins abgelagert wurde. Mit ihr beginnt der zweite tektono-sedimentäre Zyklus in den Südalpen.

## Bezeichnung

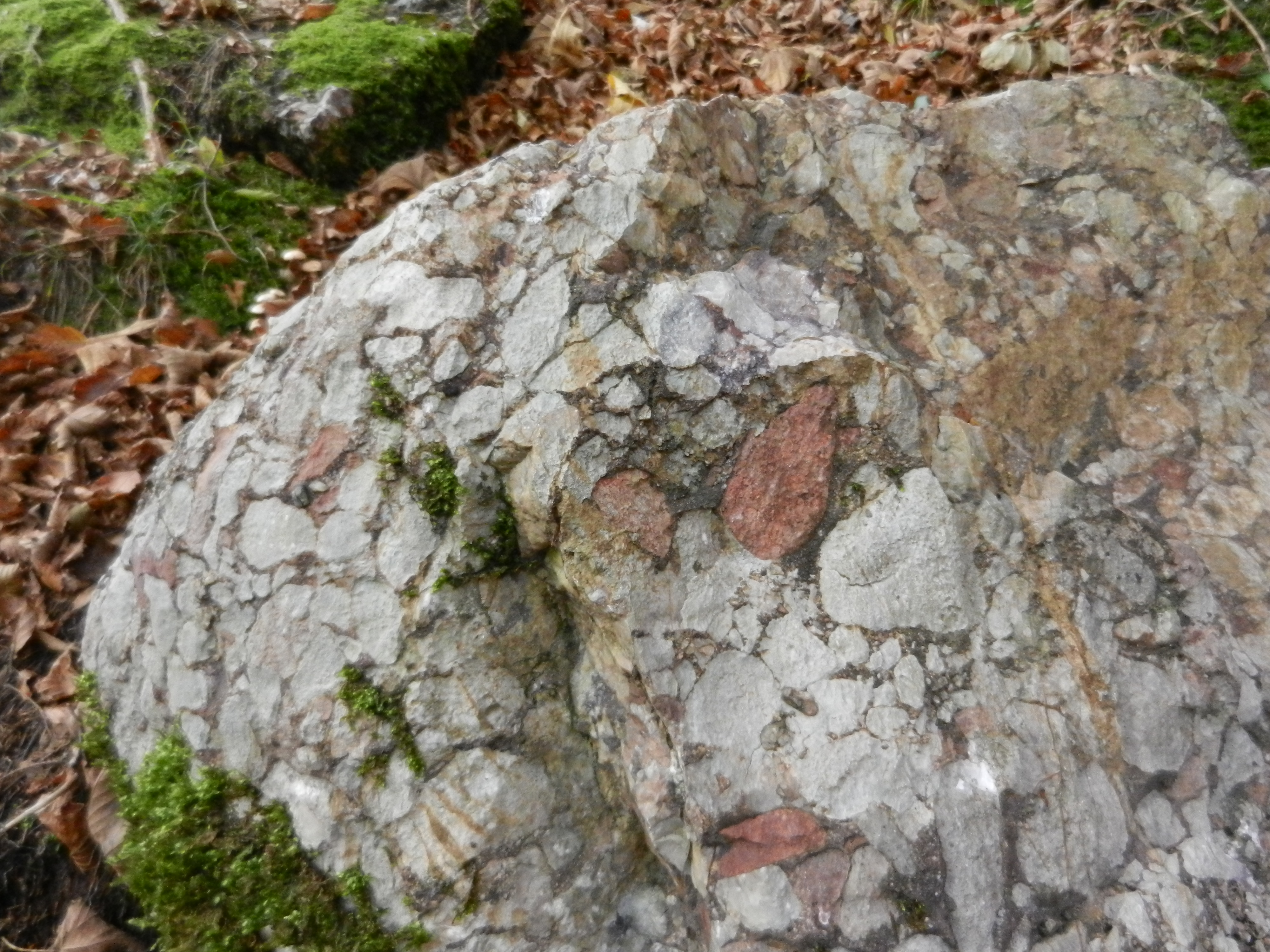
Die Tarviser Brekzie von Dolžanova Soteska in Slowenien

Tarviser Brekzie in Potokbach, Karawanken

Tarviser Brekzie in Potokbach, Karawanken

Die maximal 200 Meter mächtige Tarviser Brekzie, Italienisch Breccia di Tarvisio, wurde nach ihrer Typlokalität, der norditalienischen Gemeinde Tarvisio (Deutsch: Tarvis) benannt. Das eigentliche Typprofil befindet sich jedoch in der Nähe von Coccau (Deutsch: Goggau) südöstlich der Ortskirche.

## Stratigraphie
Die Tarviser Brekzie legt sich nach einer Schichtlücke diskordant über Gesteine der Trogkofel-Gruppe, zu der sie auch meistens gerechnet wird. Dies ist aber streng genommen nicht korrekt, da sie einem anderen tektono-sedimentären Zyklus angehört und die Sedimente des ersten Zyklus wiederaufarbeitet. Der Hiatus wird mit den tektonischen Bewegungen der Saalischen Phase in Verbindung gebracht. Gewöhnlich transgrediert die Tarviser Brekzie über die Goggau-Formation, kann aber auch tiefer herabgreifen und liegt dann auf dem Treßdorfer Kalk oder der Trogkofel-Formation – zu beobachten am Gipfel des Trogkofels, an dem sie nur noch mehrere Meter an Mächtigkeit besitzt. Zwischen dem Passo del Cason di Lanza  und der Straniger Alm findet sie sich sogar diskordant über Sedimenten der Pramollo-Gruppe. Die Tarviser Brekzie geht im Hangenden dann in die Gröden-Formation über bzw. verzahnt sich mit ihr. Stratigraphisch äquivalent sind das Val-Daone-Konglomerat (Italienisch: Conglomerato di Val Daone) und das Sextener Konglomerat (Italienisch: Conglomerato di Sesto).

## Lithologie
Lithologisch handelt es sich bei der gewöhnlich nur mehrere Zehnermeter mächtigen Tarviser Brekzie um einen grob-  bis feinkörnigen Rudit, der vorwiegend als Makrobrekzie, Brekzie oder seltener auch als Konglomerat ausgebildet ist. Die Komponenten bestehen größtenteils aus karbonatischen, seltener auch aus quarzhaltigen und arenitischen Klasten. Sie stammen aus der Trogkofel-Gruppe, gelegentlich auch aus der Rattendorf-Gruppe.
Östlich der Straniger Alm besteht die nur 10 Meter mächtige Abfolge aus grauen Dolomitbrekzien in Wechsellagerung mit roten Siltsteinen, massivem Dolomit und Rauhwacke. Dies steht im Gegensatz zum Vorkommen am Trogkofel, der so genannten Trogkofel-Brekzie, die sich vorwiegend aus eckigen, hellgrauen Karbonatklasten des wiederaufgearbeiteten Trogkofel-Kalks und einem vernachlässigbaren Anteil von Siliziklastika zusammensetzt. Die Klasten sind zwischen 2 und 8, selten über 20 Zentimeter groß und werden entweder von einer feinkörnigen Dolomitmatrix oder einer rötlich oder grau gefärbten, massiven und homogenen Grundmasse miteinander verkittet. In der praktisch fossilleeren Grundmasse können Fusuliniden vorhanden sein. Sonstige Fossilreste sind wiederaufgearbeitet.

## Fazies
Die Tarviser Brekzie – eine polymikte, karbonatische Stylobrekzie – entstand durch tektonische Heraushebung der oberkarbonisch/unterpermischen Sedimentfolge des ersten Zyklus, die durch das herrschende Trockenklima schwerer Verkarstung ausgesetzt war. Sie entspricht faziell subaerischen Schuttfächerablagerungen, die als Debris Flows (Murschuttströme) an synsedimentäre Verwerfungen gebunden waren und daher starke Mächtigkeitsschwankungen an den Tag legen. Für ein Küstensabkha-Environment mit Evaporitbildung sprechen außerdem mitgeführte rötliche Silt- und Tonsteine, die Caliche enthalten. Es wird angenommen, dass die Tarviser Brekzie genau wie das äquivalente Sextener Konglomerat an einem Horst der ersten Sedimentfolge entstanden war. Der dazwischenliegende Trog wurde von der sich verzahnenden Gröden-Formation ausgefüllt.

## Alter
Absolute radiometrische Altersdatierungen der Tarviser Brekzie sind nicht vorhanden, die Formation kann daher nur stratigraphisch eingegrenzt werden. Da sie in die Gröden-Formation übergeht, kann sie als deren Basis angesehen werden. Die zeitliche Stellung der Gröden-Formation ist ebenfalls recht unsicher, sie wird aber neuerdings ins untere Wuchiapingium gestellt. Die Tarviser Brekzie liegt demzufolge am Beginn des Wuchiapingiums oder noch am Ausgang des Capitaniums und ist somit rund 260 Millionen Jahre alt. Wie viel Zeit die Schichtlücke zur unterlagernden Goggau-Formation repräsentiert ist nicht abzuschätzen.

## Verbreitung

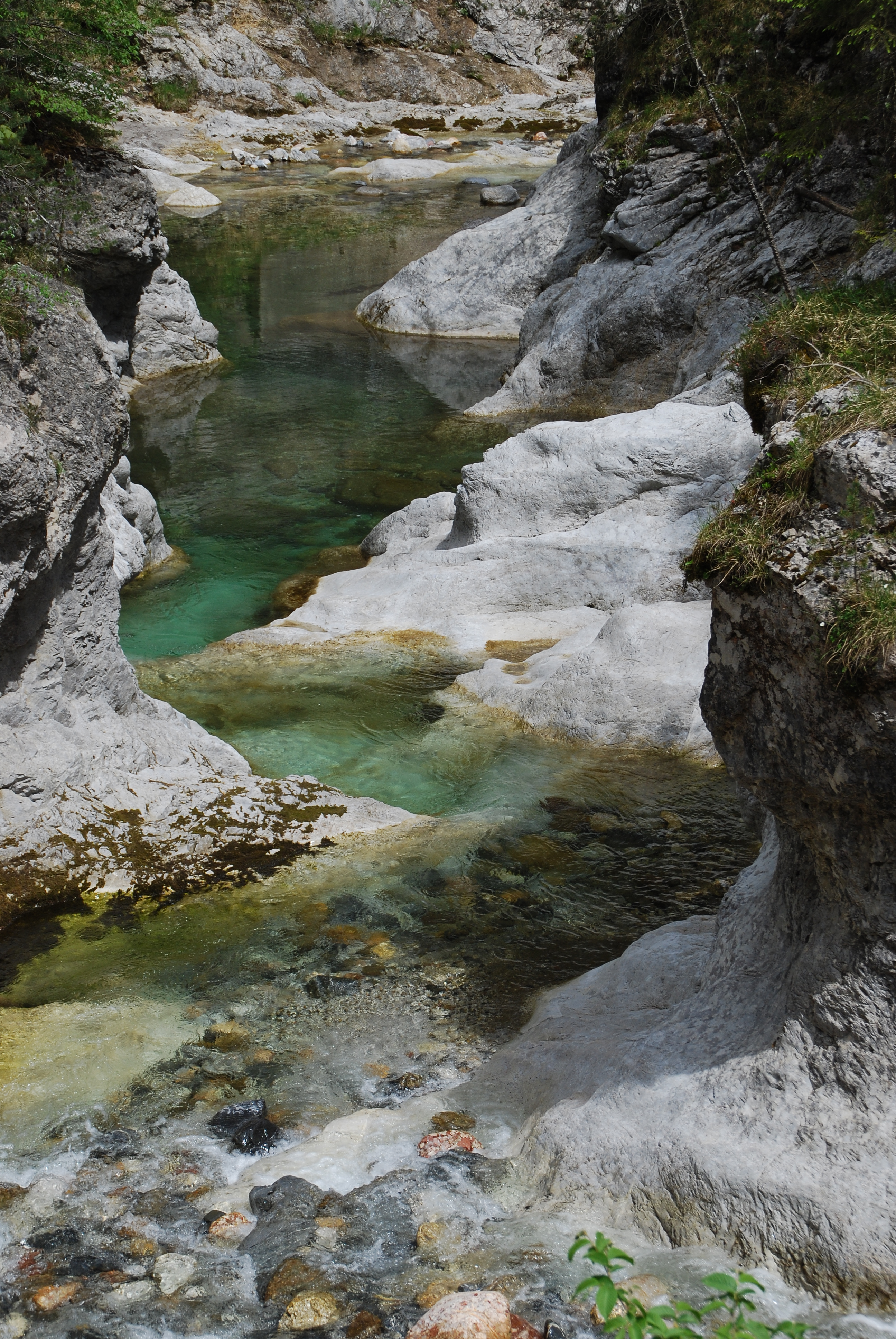
Der Trögener Bach führt u. a. Gerölle von Tarviser Brekzie, zu sehen im Vordergrund

Das Verbreitungsgebiet der Tarviser Brekzie reicht von Sexten im Westen über die Karnischen Alpen und die Karawanken nach Slowenien im Osten. Die Vorkommen im Einzelnen:
- Coccau
- Dolžanova Soteska
- Forni Avoltri (Col di Mezzodi)
- Koschuta
- Nassfeld
- Passo del Cason di Lanza
- Reppwand am Gartnerkofel
- Sankt Leonhard
- Seikofel bei Sexten
- Straniger Alm
- Tarvisio
- Trögerner Klamm
- Trogkofel
- Zell

## Bauten

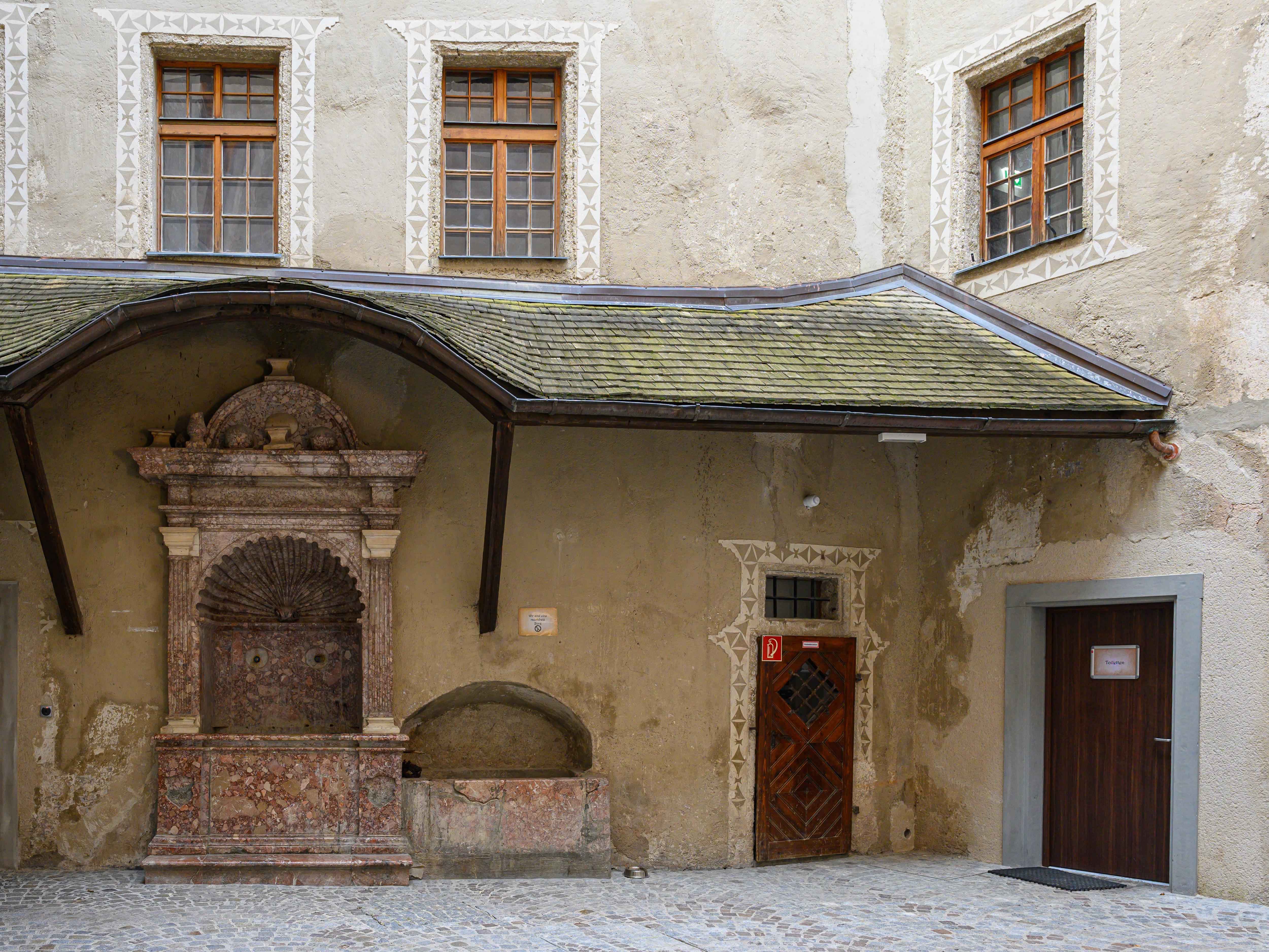
Der Marmorbrunnen im Burghof der Burg Altpernstein

- Der Marmorbrunnen im Burghof der Burg Altpernstein